# Scream Your Name
Scream Your Name ist eine Post-Hardcore-Band aus der schweizerischen Hauptstadt Bern.

## Geschichte
Die Gruppe wurde 2010 von Stefan Jaun (Gesang), Manuel Buser (Gesang, E-Gitarre), Micha Krähenbühl (Bass, Gesang) und Miguel Müller (Schlagzeug) gegründet. Scream Your Name veröffentlichten ihr Debütalbum Be a Part Of It, das komplett in Eigenregie produziert wurde. Das Album wurde allerdings lediglich für den Schweizer Markt veröffentlicht.
Aufgrund des großen Erfolges des Albums wurde die Band im selben Jahr für das Greenfield Festival bestätigt, wo die Band am 10. Juni spielte. An diesem Tag spielte die Gruppe auf der „Club Stage“ wo am selben Tag auch Bands wie Suicide Silence, Kvelertak, Callejon und Comeback Kid zu sehen waren.
Inzwischen steht die Gruppe beim Schweizer Independent-Label Deepdive Records unter Vertrag. Im Januar 2013 wurde das zweite Album der Band veröffentlicht. Es heißt ebenfalls Scream Your Name. Es ist ein Re-Release des Debütalbums mit neuem Namen und Artwork. Auch sind drei Bonusstücke auf dem Album zu finden. Anfang Januar fand eine Konzerttour statt, die durch die Schweiz, Österreich und Deutschland führte. Auf manchen Konzerten dieser Tour waren Bands wie We Set the Sun und Breakdown of Sanity zu sehen.
Ende 2014 veröffentlichte die Band ihr drittes Album namens Face to Face über Deepdive Records. Dieses stieg auf Platz 55 in den schweizerischen Albumcharts ein.

## Stil
Scream Your Name spielen härtere Rockmusik mit Einflüssen des Metalcore und Alternative Rock. Als musikalische Einflüsse nennt die Gruppe Papa Roach, As I Lay Dying, In Flames und Rise Against. Auch verwendet die Gruppe in ihren Songs elektronische Samples.
Die Gruppe gab in einem Interview mit dem deutschen Fuze Magazine an, As I Lay Dying wegen ihrer Musik als Inspirationsquelle ausgewählt zu haben. Auch bezeichnen die Musiker Papa Roach als „geniale Band“, auch wenn diese kaum noch in den Charts vertreten sind. Rise Against vermitteln in ihren Texten alltägliche Themen, die auch bei Scream Your Name aufgegriffen werden. Welche Einflüsse In Flames auf Scream Your Name haben, ist unbekannt. Die Gruppe meint, dass sie sich – genau wie In Flames – musikalisch weiterentwickeln wollen.

## Galerie

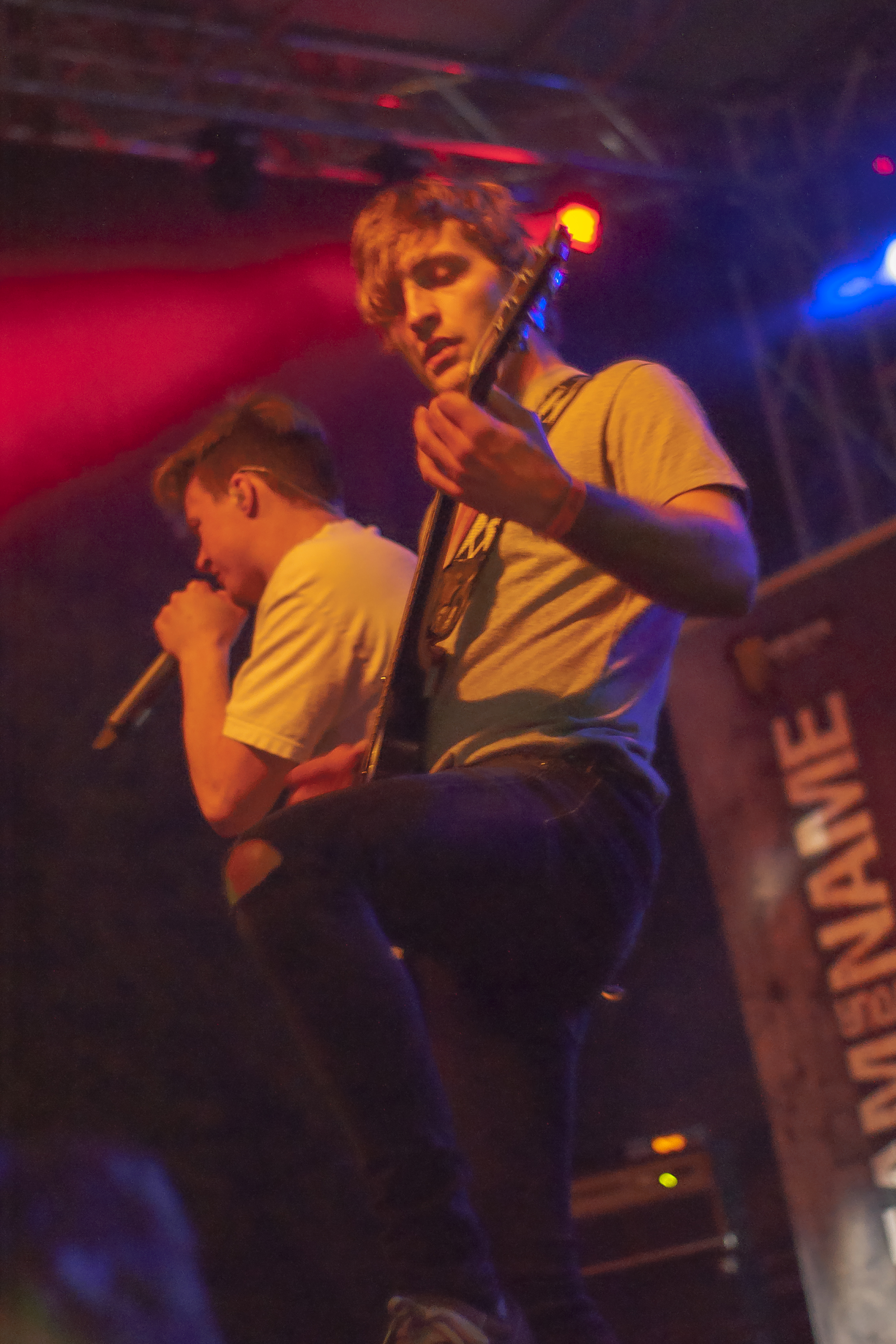
Stefan Jaun und Manuel Buser (2014)
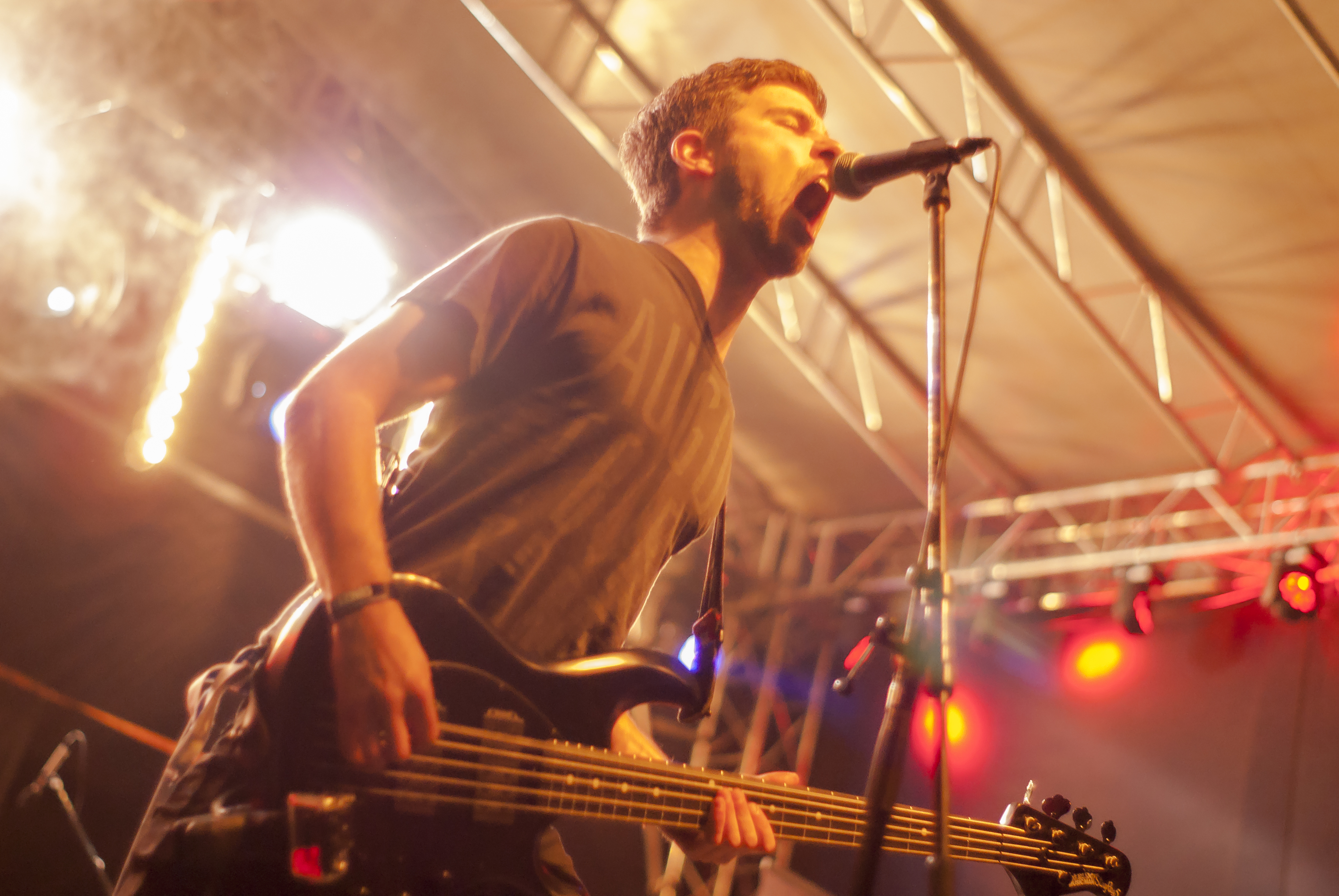
Micha Krähenbühl (2014)
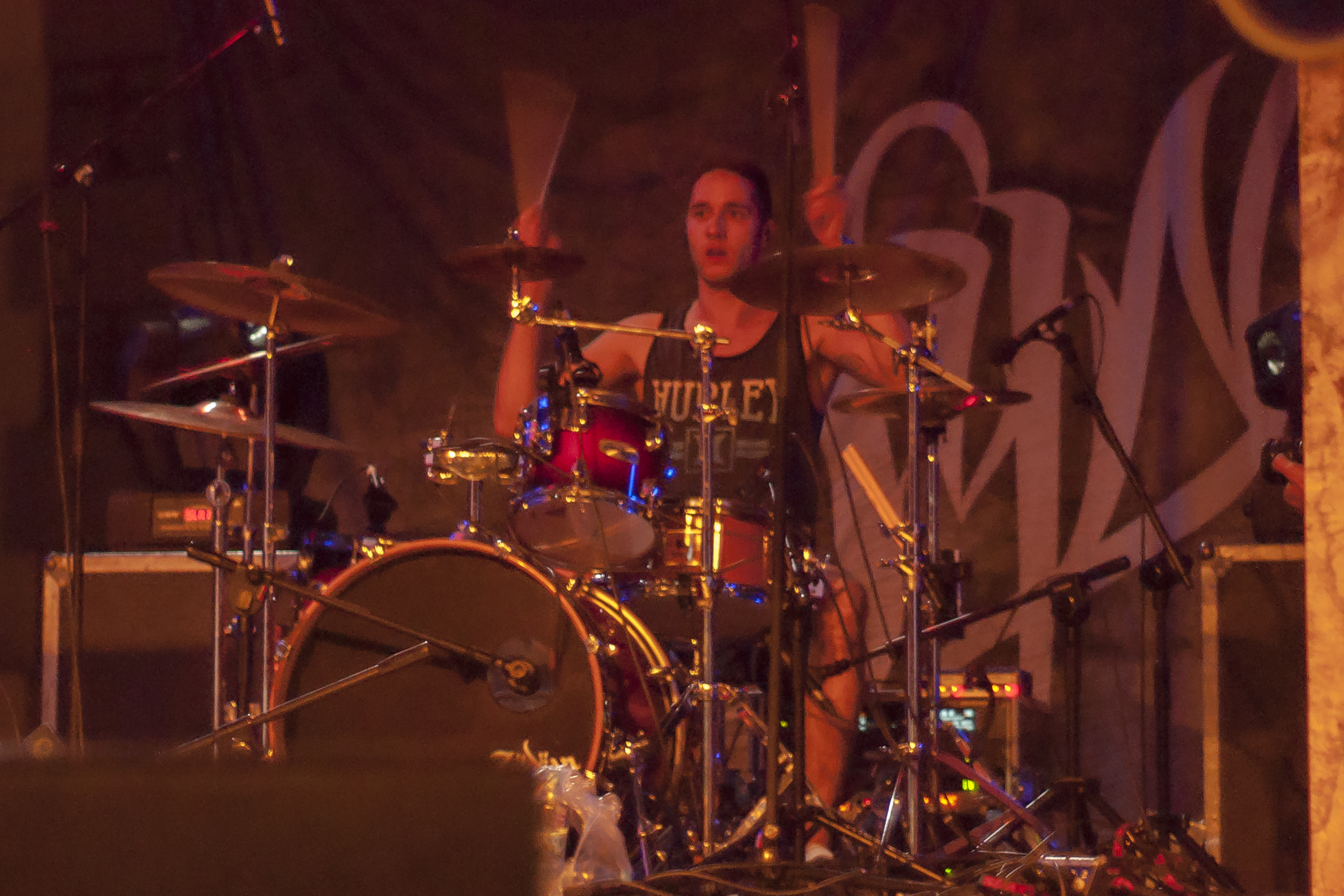
Miguel Müller (2014)

## Diskografie
- 2011: Be a Part of It... (kein Label)
- 2013: Scream Your Name (Deepdive Records)
- 2014: Face to Face (Deepdive Records)
- 2017: Reborn (Brownsville Records)